# آنا هازار
كيسان بابوراو هازار المعروف شعبيًا آنا هازار (ولد في 15 يونيو 1937) هو ناشط اجتماعي هندي وعسكري وقيادي بارز في حركة 2011 لمكافحة الفساد الهندية، وذلك باستخدام اللاعنفية وتعاليم المهاتما غاندي. كما ساهم في تطوير وهيكلة راليغان سيدهي وهي قرية في ولاية مهاراشترا بالهند. في 5 أبريل 2011 أضرب عن الطعام لممارسة الضغوط على الحكومة من أجل مكافة الفساد. أدى إضرابه لاحتجاجات في الهند انتهت سريعًا في 9 أبريل، بعد يوم من قبول الحكومة لمطالب هازار. صنف آنا باعتباره الشخص الأكثر نفوذاً في مومباي في صحيفة يومية وطنية. وواجه انتقادات بسبب آرائه الاستبدادية على العدالة، بما في ذلك على عقوبة الإعدام للمسؤولين الحكوميين الفاسدين ودعمه المزعوم للالقسري قطع القناة الدافقة كوسيلة من وسائل تحديد النسل.

## روابط خارجية
- آنا هازار على موقع IMDb (الإنجليزية)
- آنا هازار على موقع IMDb (الإنجليزية)
- آنا هازار على موقع IMDb (الإنجليزية)
- آنا هازار على موقع الموسوعة البريطانية (الإنجليزية)
- آنا هازار على موقع مونزينجر (الألمانية)